# Olmèques-Xicallanca
Les Olmèques-Xicallanca sont un groupe de Maya mexicanisés originaires de la Laguna de Terminos dans le Golfe du Mexique (Tabasco et Campeche), qu'il ne faut pas confondre avec les Olmèques de l'Époque préclassique. On les connaît également sous le nom de «Putun», qui leur a été donné par l'archéologue Eric Thompson. Leur ascension date de la fin de l'Époque classique, entre la chute de Teotihuacan et la fondation de l'empire Toltèque (fin du VIIIe siècle / début du IXe siècle). Ce groupe de marchands agressifs et opportunistes profite de cette période d'instabilité pour s'installer dans la vallée de Puebla, où ils dominent Cacaxtla et Cholula.